# Jean Pomier
Jean Pomier (né à Toulouse le 15 avril 1886 et mort à Fronton le 9 mai 1977) est un poète, journaliste  et critique littéraire français.

## Biographie
Jean Pomier fait ses études au lycée Pierre-de-Fermat, puis à la faculté de droit de Toulouse.
Lors de la Première Guerre mondiale, il est mobilisé dans les Zouaves aux Dardanelles (1915) et au Chemin des Dames (1917).
Il finit ses études de droit à Alger et intègre les cadres administratif de la préfecture. Il est nommé rédacteur à la préfecture d'Alger en 1919.
Il fonde l'Association des écrivains algériens en 1919 qui donnera naissance en 1921 au mouvement littéraire de l'algérianisme.
Il est le fondateur de la revue Afrique, Bulletin de critique et d'idées dont il est rédacteur en chef de 1924 à 1957.
Il est membre du Grand Jury littéraire de l'Algérie (1921-1955).
La Bibliothèque d'étude et du patrimoine de Toulouse conserve les ouvrages de sa collection personnelle, ses manuscrits et ses dossiers.

## Distinctions
- 1966 : Académie française - Prix Toirac pour « l'ensemble de son œuvre[5] »

## Publications
- Les Grains du rosaire, Toulouse, éditions de la revue Arts et Lettres, 1908
- Notre Afrique, (recueil de contes), éditions Le Monde Nouveau, 1925
- Poèmes pour Alger, éditions de la Revue Afrique, 1936
- À cause d'Alger, (Poésie), Toulouse, éditions Privat, 1966
- Couleur de miracle, Toulouse, éditions Privat, 1969
- Deux Poèmes pour une marche à l'étoile,  (Poésie), Toulouse, éditions Privat, 1971
- Chroniques d'Alger (1910-1957) ou le Temps des algérianistes, Paris, La Pensée universelle, 1972
- Pellicules d'idoles (1910-1957 en Alger), Le Méridien, 1972[6]
- Latitudes, Toulouse, éditions Privat, 1973
- Souvenirs en vracs, Toulouse, éditions Privat, 1974